# ATL (película)
ATL es una película de drama del 2006 dirigida por Chris Robinson. Es protagonizada por T.I, Lauren London, Evan Ross y Big Boi.

## Sinopsis
Mientras cuatro amigos se preparan para la vida después de la secundaria, diferentes retos aparecen en cada una de sus vidas. Los dramas se desarrollan en su pista de patinaje local, Cascade.

## Elenco
- T.I. como Rashad[2][3]
- Evan Ross como Ant
- Lauren London como New New/Erin Garnett.
- Jackie Long como Benjamin "Esquire" Gordon.
- Albert Daniels como Brooklyn.
- Jason Weaver como Teddy.
- Antwan "Big Boi" Patton como Marcus.
- Nicholas Sheriff como Zero.
- Keith David como John Garnett.
- Mykelti Williamson como Tío George.
- April Clark como Tondie.
- Khadijah Haqq como Veda.
- Malika Haqq como Star.
- Lonette McKee como Priscilla Garnett.
- Markice Moore como Austin.
- La'Shontae Heckerd como Tonya.
- Tasha Smith como Gayle.
- Monique "Whyte Chocolate" Harris-Ford.
- Buffie "Buffie the Body" Carruth como Big Booty Judy.
- Monica como Mesera.